# Qilla Abdullah (Distrikt)
Der Distrikt Qilla Abdullah (Urdu ضلع قلعہ عبداللہ), auch Killa Abdullah, ist ein Verwaltungsdistrikt in der pakistanischen Provinz Belutschistan. Sitz der Distriktverwaltung ist die Stadt Qilla Abdullah.

## Geographie
Der Distrikt befindet sich im Norden der Provinz Belutschistan und grenzt im Westen an Afghanistan. Topographisch besteht Qilla Abdullah aus Bergland, mit einer Höhe über dem Meeresspiegel zwischen 1.205 und 2.675 Metern. Der nördliche Bereich wird von der Toba-Hochebene eingenommen. Es gibt keine dauerhaft Wasser führenden größeren Flüsse. Zusammen mit dem trockenen Klima führt dies dazu, dass nur wenige Waldbestände existieren und die Vegetation überwiegend von spärlichen anspruchslosen Büschen geprägt ist.

## Klima

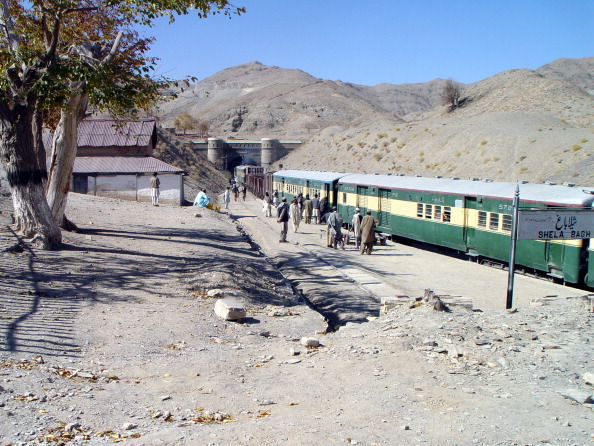
Ein Zug bei der Einfahrt in den Khojak-Tunnel, der noch zur Kolonialzeit erbaut wurde

Das Klima im Bezirk Killa Abdullah ist trocken und gemäßigt. Die Temperaturen im Sommer sind angenehm und im Winter kalt. Die Region liegt außerhalb des Einflussbereichs des Monsuns und Regenfälle gibt es daher unregelmäßig und verhältnismäßig selten. Die klimatischen Bedingungen eignen sich vor allem für den Garten- und Obstbau, z. B. von Äpfeln, Aprikosen, Pfirsichen, Pflaumen, Trauben, Kirschen und Gemüse, wie Kartoffeln, Zwiebeln und Tomaten. Auch für die Viehzucht ist das Klima günstig. Nachteilig ist allgemein der Wassermangel. Im Frühjahr treten gelegentlich heftige kalte Winde auf, die die Obstgärten schädigen.
|                       | Jan  | Feb  | Mär  | Apr  | Mai | Jun | Jul  | Aug  | Sep | Okt | Nov | Dez  |   |       |
| Mittl. Tagesmax. (°C) | 11   | 13   | 18   | 24   | 31  | 35  | 36   | 34   | 32  | 25  | 21  | 14   | ⌀ | 24,5  |
| Mittl. Tagesmin. (°C) | −2   | 0    | 4    | 9    | 14  | 18  | 21   | 19   | 13  | 5   | 2   | −1   | ⌀ | 8,5   |
|                       |      |      |      |      |     |     |      |      |     |     |     |      |   |       |
| Niederschlag (mm)     | 58,8 | 46,3 | 68,5 | 38,8 | 5,4 | 0,3 | 19,4 | 23,9 | 6,8 | 2,7 | 3,5 | 33,8 | Σ | 308,2 |

| −2 |

| 0 |

| 4 |

| 9 |

| 14 |

| 18 |

| 21 |

| 19 |

| 13 |

| 5 |

| 2 |

| −1 |

| −2 |

| 0 |

| 4 |

| 9 |

| 14 |

| 18 |

| 21 |

| 19 |

| 13 |

| 5 |

| 2 |

| −1 |

## Geschichte
Qilla bedeutet „Fort“, während sich Abdullah auf Sardar Abdullah Khan Achakzai bezieht, der 1841 einer der regionalen Führer des afghanischen Widerstands gegen die Kolonialherren der Britischen Ostindien-Kompanie im Ersten Anglo-Afghanischer Krieg war. Hinsichtlich der früheren Geschichte teilte Qilla Abdullah das Schiscksal der Region Kandahar. Im frühen 15. Jahrhundert stand es unter der Herrschaft der Nachfolger Timurs. Zwischen 1530 und 1545 herrschte hier Kamran Mirza, der Bruder des Großmogul Humayun. 1622 bis 1709 gehörte die Region zum persischen Safawidenreich und kam Mitte des 18. Jahrhunderts zum großafghanischen Durrani-Reich. Infolge des Zweiten Anglo-Afghanischen Krieges kam die Gegend um Qilla Abdullah 1879 unter britische Kontrolle, wurde Britisch-Indien angeschlossen und war Teil des Distrikts Quetta. Nach dem Ende der britischen Kolonialherrschaft gehörte sie zu Pakistan. 1975 wurde vom Distrikt Quetta der Distrikt Pishin abgespalten und am 14. Juni 1993 entstand aus Teilen von Pishin der Distrikt Qilla Abdullah.
Am 30. Juni 2021 wurde die Bildung eines weiteren Distrikts Chaman aus der Stadt Chaman und dem Tehsil Saddar Chaman des Distrikts Qila Abdullah bekanntgegeben.

## Verwaltungsgliederung
Der Distrikt war bei der Volkszählung 2017 administrativ in vier Tehsils unterteilt (Chaman, Dobandi, Gulistan, Qilla Abdullah).

## Demografie
Nach der Volkszählung 2017 lebten 758.354 Personen in dem damals 4.894 km² großen Distrikt, resultierend in einer Bevölkerungsdichte von 154,96 Bewohnern / km². Durch die Bildung des Distrikts Chaman im Jahr 2021 verkleinerte sich die Fläche auf 3553 km² und die Einwohnerzahl auf 323.793 (bezogen auf 2017).
Die folgenden Zahlen beziehen sich auf die Situation vor der Abspaltung des Distrikts Chaman.
Zwischen 1998 und 2017 wuchs die Bevölkerung um jährlich 3,98 %. 19,69 % lebten in städtischen Regionen. Das Geschlechterverhältnis zeigte 111,21 Männer auf 100 Frauen und wies damit einen deutlichen Männerüberschuss auf. 99,8 % waren Muslime und 97,8 % sprachen Paschtunisch als Muttersprache. Die Alphabetisierungsrate lag bei 42,9 % (Männer 57,4 %, Frauen 26,8 %).
| Jahr | Einwohnerzahl |
| ---- | ------------- |
| 1998 | 360.724       |
| 2017 | 757.578       |

## Wirtschaft
Der meisten Arbeitnehmer sind in der Landwirtschaft beschäftigt.